# Roter Tropfenastrild

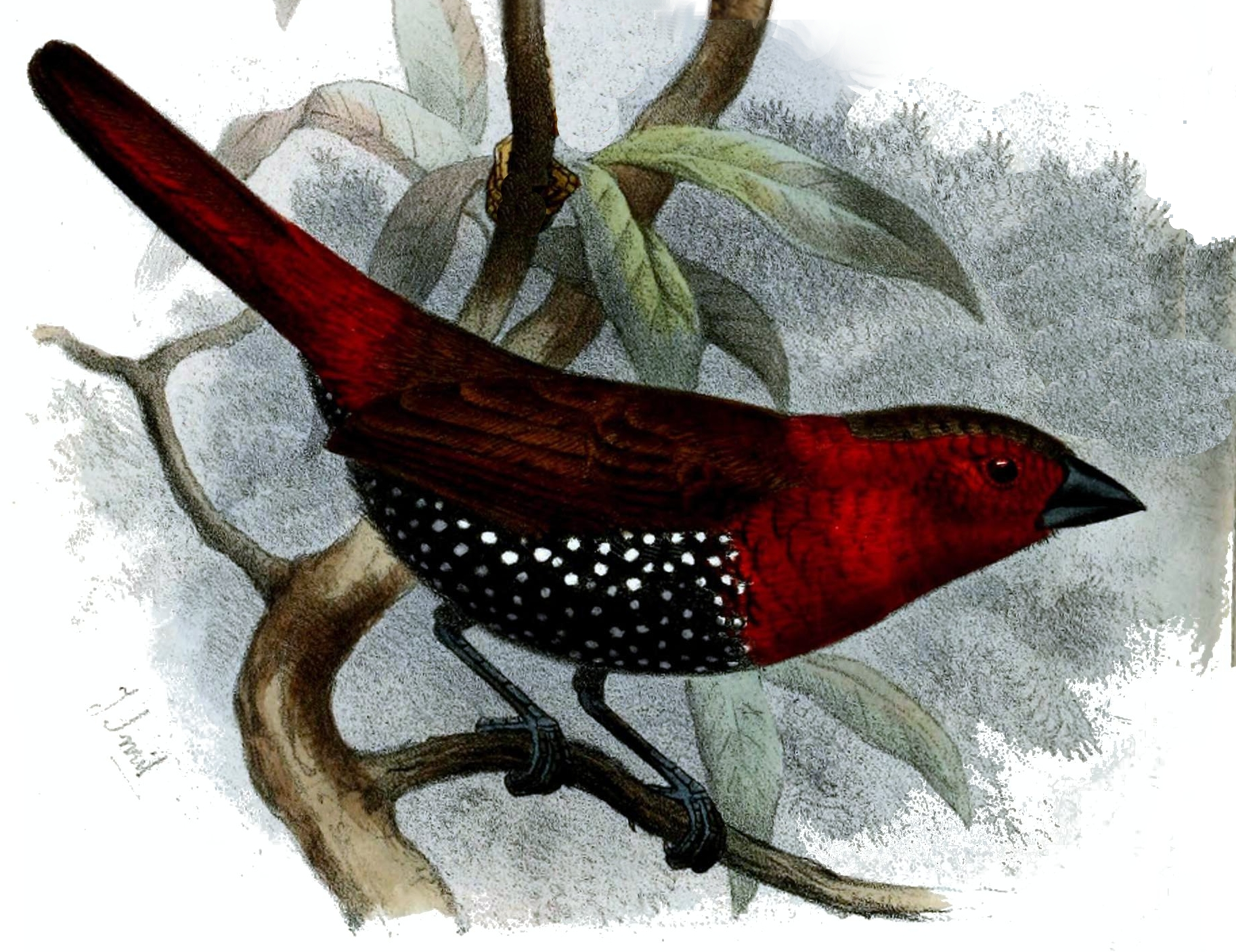
Roter Tropfenastrild, Illustration

Der Rote Tropfenastrild (Hypargos niveoguttatus), auch Tropfenastrild, Tropfenfink oder Peters Tropfenastrild genannt, ist eine Art aus der Familie der Prachtfinken. Es werden aktuell zwei Unterarten unterschieden. Es gibt jedoch auch Vorschläge, die Art als monotypisch zu betrachten.

## Beschreibung
Der Rote Tropfenastrild erreicht eine Körperlänge von zwölf bis dreizehn Zentimeter. Die Kopfseiten, die Halsseiten, die Kehle, die Kropfgegend und die Oberbrust sind karmesinrot. Das Männchen hat einen olivbraunen Oberkopf und Nacken, wobei die Farbintensität je nach Unterart variiert. Der Rücken und die Flügel sind zimtbraun. Der hintere Bürzel sowie die Oberschwanzdecken sind rot. Die Schwanzfedern sind schwarz und rot überhaucht. Die Körperunterseite ist schwarz, wobei sich an den Körperseiten große weiße Tropfenflecken befinden, die durch weiße Flecken gebildet werden, die sich auf jeder Fahne der einzelnen Feder befinden. Die Augen sind braun, der Lidrand ist hellblau. Der Schnabel ist graublau, mit einem dunkleren First und einer dunklen Spitze.
Die Weibchen haben eine Körperoberseite ähnlich wie die Männchen, die Kopfseiten sind allerdings olivbraun wie der Oberkopf, die Kehle ist gelbbraun und der Unterkörper schwärzlich grau. Die Tropfenflecke auf den Körperseiten sind schmal schwarz gesäumt.

## Verbreitung und Lebensweise
Das Verbreitungsgebiet des Roten Tropfenastrilds reicht in Ostafrika vom äußersten Süden Somalias über den Osten und das Innenland Kenias über Tansania bis in den Süden von Mosambik und Ruanda. In westlicher Richtung reicht es über den Süden Kongos bis in den Osten Angolas. Der Lebensraum des Roten Tropfenastrilds sind Randzonen feuchter Waldgebiete oder Galeriewälder und dichtes Buschland. Er kommt besonders häufig im Buschwerk entlang von Bach- und Flussufern vor und lebt häufig in schattigen Schluchten. Seine Höhenverbreitung reicht in Ostafrika bis in 2.000 Höhenmeter.
Der Rote Tropfenastrild kommt paarweise oder in kleinen Familienverbänden vor. Zur Nahrungssuche ist er häufig auf Wegen und Pfaden zu beobachten, ansonsten lebt er aber sehr versteckt. Seine Nahrung besteht aus Grassamen und Insekten. Die Nester werden sowohl auf dem Erdboden als auch niedrig im Gebüsch errichtet. Es sind Kugelnester, die obenauf häufig ein sogenanntes Hahnennest tragen. Das Gelege besteht aus drei bis sechs weißschaligen Eiern. Beide Elternvögel brüten. Die Brutzeit variiert je nach dem Standort und fällt gewöhnlich in die zweite Hälfte der Regenzeit. Brutparasit des Roten Tropfenastrilds ist die Codrington-Atlaswitwe (Vidua codringtoni).

## Haltung
Der Rote Tropfenastrild wurde erstmals 1902 von Carl Hagenbeck nach Deutschland importiert. Sie werden seit den 1950er Jahren sehr regelmäßig eingeführt und sind wegen ihres attraktiven Federkleids und ihrem zutraulichen und zahmen Wesen mittlerweile beliebte Ziervögel. Wie bei nahezu allen afrikanischen Prachtfinken sind frisch importierte Tropfenastrilde jedoch sehr anfällige Vögel, da sie Europa in schlechtem Gesundheitszustand erreichen. Für ihr Wohlbefinden ist eine geräumige und gut bepflanzte Innenvoliere notwendig.